# El Ràfol d’Almúnia
El Ràfol d’Almúnia község Spanyolországban, Alicante tartományban. Lakosainak száma 703 fő (2024). El Ràfol d’Almúnia Benidoleig, Benimeli, Dénia, Pego, Sagra és Tormos (Spanyolország) községekkel határos.

## Népesség
A település lakosságának változását az alábbi diagram mutatja:
| Lakosok száma | 428  | 536  | 588  | 697  | 746  | 659  | 630  | 653  | 670  | 703  |
|               | 2001 | 2004 | 2006 | 2009 | 2011 | 2014 | 2016 | 2019 | 2021 | 2024 |